# Campeonato Paraense de Futebol - Série A2
O Campeonato Paraense de Futebol - Série A2 é a Divisão de acesso ao Campeonato Paraense de Futebol. Sua primeira edição ocorreu no ano de 1913, porém o primeiro campeão reconhecido só veio em 1930, com o Paramouth. É disputada anualmente, sempre no segundo semestre. Anteriormente, até 2024, era denominada de Série B1.

## Campeões
| Era Amadora      |                          |                                        |                     |                     |                     |
| Ano              | Classificação Final      | Classificação Final                    | Classificação Final | Classificação Final | Classificação Final |
| Ano              | Campeão                  | Vice-campeão                           | Nº Equi.            |                     |                     |
| 1913 (Detalhes)  | Não finalizado           | Não finalizado                         | ?                   |                     |                     |
| 1914             | Não houve disputa        | Não houve disputa                      |                     |                     |                     |
| 1915             | Aliança                  |                                        | ?                   |                     |                     |
| 1926             | Amazônia Athlectico Club |                                        | ?                   |                     |                     |
| 1930 (Detalhes)  | Paramouth                |                                        | ?                   |                     |                     |
| 1931 a 1940      | Desconhecido             | Desconhecido                           | Desconhecido        |                     |                     |
| 1941 (Detalhes)  | Tuna Luso Comercial      |                                        | ?                   |                     |                     |
| 1942 a 1945      | Desconhecido             | Desconhecido                           | Desconhecido        |                     |                     |
| 1946 (Detalhes)  | União Sportiva           |                                        | ?                   |                     |                     |
| 1947 (Detalhes)  | Auto Clube               |                                        | ?                   |                     |                     |
| 1948 (Detalhes)  | Dramático                |                                        | ?                   |                     |                     |
| 1949 (Detalhes)  | Jabaquara                |                                        | ?                   |                     |                     |
| 1950 (Detalhes)  | Jabaquara                | Norte Brasileiro                       | ?                   |                     |                     |
| 1951 (Detalhes)  | Campeão Desconhecido     | Campeão Desconhecido                   | ?                   |                     |                     |
| 1952 (Detalhes)  | Campeão Desconhecido     | Campeão Desconhecido                   | ?                   |                     |                     |
| 1953 (Detalhes)  | Armazenador              |                                        | ?                   |                     |                     |
| 1954 (Detalhes)  | Campeão Desconhecido     | Campeão Desconhecido                   | ?                   |                     |                     |
| 1955 e 1956      | Desconhecido             | Desconhecido                           | Desconhecido        |                     |                     |
| 1957 (Detalhes)  | Sacramenta               |                                        | ?                   |                     |                     |
| 1958             | Desconhecido             | Desconhecido                           | Desconhecido        |                     |                     |
| 1959 (Detalhes)  | Yamada                   | União Sportiva                         | ?                   |                     |                     |
| 1960 a 1969      | Desconhecido             | Desconhecido                           | Desconhecido        |                     |                     |
| 1970 (Detalhes)  | Estrela                  |                                        | ?                   |                     |                     |
| 1971 a 1979      | Desconhecido             | Desconhecido                           | Desconhecido        |                     |                     |
| 1980 (Detalhes)  | Santa Rosa               |                                        | ?                   |                     |                     |
| 1983 (Detalhes)  | Elo Marítimo             |                                        | ?                   |                     |                     |
| 1984 (Detalhes)  | Elo Marítimo             | Internacional Esporte Clube Recreativo | ?                   |                     |                     |
| 1985 (Detalhes)  | Sacramenta               |                                        | ?                   |                     |                     |
| 1986 (Detalhes)  | Elo Marítimo             | Terra Firme Esporte Clube              | ?                   |                     |                     |
| 1989 (Detalhes)  | Atlético Mosqueirense    | Odinese                                | ?                   |                     |                     |
| Era profissional |                          |                                        |                     |                     |                     |
| 1994 (Detalhes)  | Pedreira                 | Tiradentes                             | 5                   |                     |                     |
| 1995 (Detalhes)  | Vila Rica                | Sport Belém                            | 9                   |                     |                     |
| 1996 (Detalhes)  | Ananindeua               | Santa Rosa                             | 5                   |                     |                     |
| 1997 (Detalhes)  | São Francisco            | São Raimundo                           | 17                  |                     |                     |
| 1998             | Não houve disputa        | Não houve disputa                      |                     |                     |                     |
| 1999 (Detalhes)  | Carajás                  | Tiradentes                             | ?                   |                     |                     |
| 2000 (Detalhes)  | Pedreira                 | Bragantino-PA                          | 6                   |                     |                     |
| 2001 (Detalhes)  | Vila Rica                | Ananindeua                             | 6                   |                     |                     |
| 2002 (Detalhes)  | Bragantino-PA            | Vila Rica                              | 5                   |                     |                     |
| 2003 (Detalhes)  | Castanhal                | Vila Rica                              | 6                   |                     |                     |
| 2004 (Detalhes)  | Abaeté                   | Independente [a]                       | 7                   |                     |                     |
| 2005 (Detalhes)  | Vênus                    | Izabelense                             | 6                   |                     |                     |
| 2006 (Detalhes)  | Tiradentes-PA            | Vila Rica                              | 7                   |                     |                     |
| 2007 (Detalhes)  | Vila Rica                | Pinheirense                            | 7                   |                     |                     |
| 2008 (Detalhes)  | Sport Belém              | Carajás                                | 5                   |                     |                     |
| 2009 (Detalhes)  | Independente-PA [a]      | Santa Rosa                             | 10                  |                     |                     |
| 2010 (Detalhes)  | Parauapebas              | Abaeté                                 | 9                   |                     |                     |
| 2011 (Detalhes)  | Bragantino-PA            | São Francisco                          | 9                   |                     |                     |
| 2012 (Detalhes)  | Paragominas              | Santa Cruz                             | 11                  |                     |                     |
| 2013 (Detalhes)  | Carajás                  | Gavião Kyikatejê                       | 8                   |                     |                     |
| 2014 (Detalhes)  | Vênus                    | Tuna Luso                              | 8                   |                     |                     |
| 2015 (Detalhes)  | Águia de Marabá          | São Raimundo                           | 12                  |                     |                     |
| 2016 (Detalhes)  | Pinheirense              | Castanhal                              | 10                  |                     |                     |
| 2017 (Detalhes)  | Bragantino-PA            | Parauapebas                            | 15                  |                     |                     |
| 2018 (Detalhes)  | Tapajós                  | São Francisco-PA                       | 15                  |                     |                     |
| 2019 (Detalhes)  | Itupiranga               | Carajás                                | 17                  |                     |                     |
| 2020 (Detalhes)  | Tuna Luso                | Gavião Kyikatejê                       | 20                  |                     |                     |
| 2021 (Detalhes)  | Amazônia                 | Caeté                                  | 23                  |                     |                     |
| 2022 (Detalhes)  | Cametá                   | São Francisco-PA                       | 24                  |                     |                     |
| 2023 (Detalhes)  | Canaã                    | Santa Rosa                             | 20                  |                     |                     |
| 2024 (Detalhes)  | Independente-PA          | Capitão Poço                           | 14                  |                     |                     |
| 2025 (Detalhes)  | São Raimundo-PA          | Amazônia                               | 12                  |                     |                     |

a. ^  Atualmente sediado em Tucuruí, na época o Independente era de Belém.

### Títulos por equipe
| Clube                 | Títulos               | Vices                 |
| --------------------- | --------------------- | --------------------- |
| Vila Rica             | 3 (1995, 2001 e 2007) | 3 (2002, 2003 e 2006) |
| Bragantino-PA         | 3 (2002, 2011 e 2017) | 1 (2000)              |
| Elo Marítimo          | 3 (1983, 1984 e 1986) |                       |
| Carajás               | 2 (1999 e 2013)       | 2 (2008 e 2019)       |
| Tuna Luso             | 2 (1941 e 2020)       | 1 (2014)              |
| Independente          | 2 (2009 e 2024)       | 1 (2004)              |
| Jabaquara †           | 2 (1949 e 1950)       |                       |
| Sacramenta            | 2 (1957 e 1985)       |                       |
| Pedreira              | 2 (1994 e 2000)       |                       |
| Vênus                 | 2 (2005 e 2014)       |                       |
| Santa Rosa            | 1 (1980)              | 3 (1996, 2009 e 2023) |
| São Francisco-PA      | 1 (1997)              | 3 (2011, 2018 e 2022) |
| Tiradentes-PA         | 1 (2006)              | 2 (1994 e 1999)       |
| São Raimundo          | 1 (2025)              | 2 (1997 e 2015)       |
| Ananindeua †          | 1 (1996)              | 1 (2001)              |
| Castanhal             | 1 (2003)              | 1 (2016)              |
| Abaeté †              | 1 (2004)              | 1 (2010)              |
| Sport Belém           | 1 (2008)              | 1 (1995)              |
| Parauapebas           | 1 (2010)              | 1 (2017)              |
| Pinheirense           | 1 (2016)              | 1 (2007)              |
| Amazônia              | 1 (2021)              | 1 (2025)              |
| Aliança †             | 1 (1915)              |                       |
| Amazônia              | 1 (1926)              |                       |
| Paramouth †           | 1 (1930)              |                       |
| União Sportiva †      | 1 (1946)              |                       |
| Auto Clube            | 1 (1947)              |                       |
| Dramático †           | 1 (1948)              |                       |
| Armazenador †         | 1 (1953)              |                       |
| Yamada †              | 1 (1959)              |                       |
| Estrela †             | 1 (1970)              |                       |
| Atlético Mosqueirense | 1 (1989)              |                       |
| Paragominas           | 1 (2012)              |                       |
| Águia de Marabá       | 1 (2015)              |                       |
| Tapajós               | 1 (2018)              |                       |
| Itupiranga            | 1 (2019)              |                       |
| Cametá                | 1 (2022)              |                       |
| Canaã                 | 1 (2023)              |                       |
| Gavião Kyikatejê      |                       | 2 (2013 e 2020)       |
| Norte Brasileiro †    |                       | 1 (1950)              |
| União Esportiva †     |                       | 1 (1959)              |
| Internacional         |                       | 1 (1984)              |
| Terra Firme           |                       | 1 (1986)              |
| Odinese               |                       | 1 (1989)              |
| Izabelense            |                       | 1 (2005)              |
| Santa Cruz †          |                       | 1 (2012)              |
| Caeté                 |                       | 1 (2021)              |
| Capitão Poço          |                       | 1 (2024)              |

### Títulos por cidade
| Clube                | Títulos | Vices |
| -------------------- | ------- | ----- |
| Belém                | 30      | 19    |
| Santarém             | 3       | 5     |
| Bragança             | 3       | 2     |
| Abaetetuba           | 3       | 1     |
| Cametá               | 2       | 0     |
| Marabá               | 1       | 2     |
| Ananindeua           | 1       | 1     |
| Castanhal            | 1       | 1     |
| Parauapebas          | 1       | 1     |
| Canaã dos Carajás    | 1       | 0     |
| Itupiranga           | 1       | 0     |
| Paragominas          | 1       | 0     |
| Tucuruí              | 1       | 0     |
| Santa Izabel do Pará | 0       | 1     |
| Salinópolis          | 0       | 1     |
| Capitão Poço         | 0       | 1     |